# Selvaggio Blu

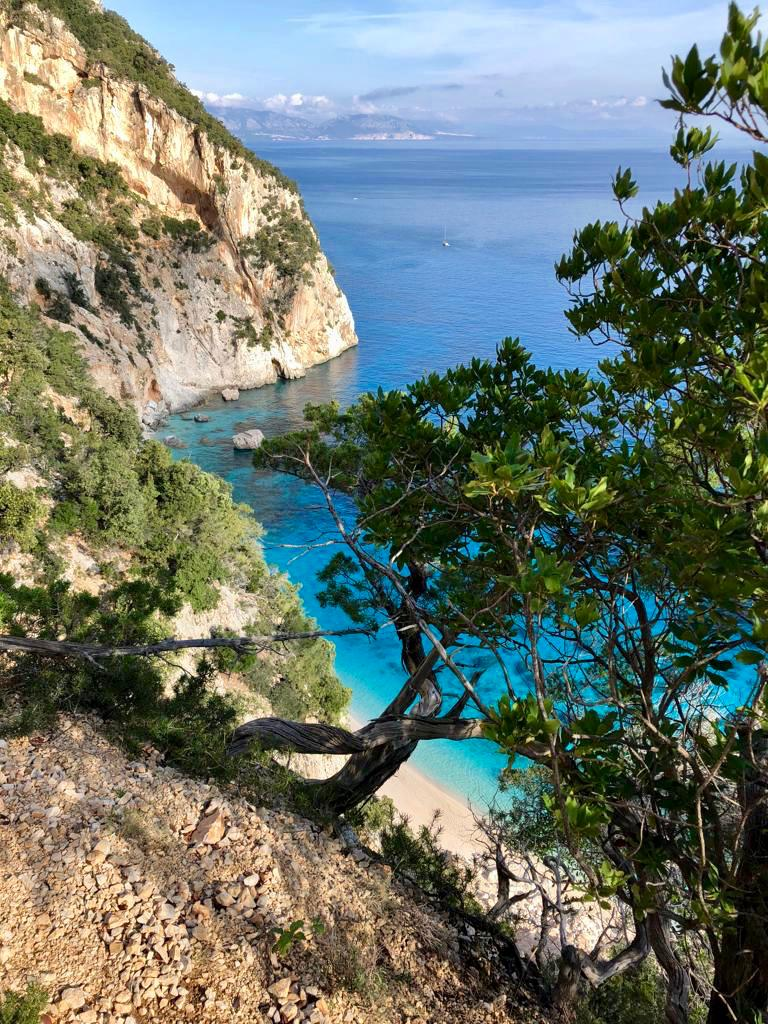
Cala Mariolu gezien vanaf de Selvaggio Blu

De Selvaggio Blu is een langeafstandswandelpad op Sardinië in Italië. Het pad werd gecreëerd in 1987 door Mario Verin en Peppino Cicalò. De route loopt over 40 kilometer van Santa Maria Navarrese (Baunei) naar het strand Cala Sisine (Baunei). De Selvaggio Blu loopt door het Nationaal park Gennargentu en Golf van Orosei.